# Eddy Verstraeten
Eddy Verstraeten (Lovaina, 15 de septiembre de 1948-Booischot, 7 de diciembre de 2005) fue un ciclista belga profesional de 1970 a 1981.

## Palmarés
| 1970 - 1 etapa de la Carrera de la Paz 1973 - 1 etapa del Tour de Francia 1975 - Gran Premio Pino Cerami 1976 - Omloop van het Waasland | 1978 - Gran Premio del 1 de Mayo - Tour du Nord-Ouest de la Suisse 1979 - 1 etapa de la Vuelta a Bélgica |

## Resultados en Grandes Vueltas y Campeonatos del Mundo
Durante su carrera deportiva ha conseguido los siguientes puestos en las Grandes Vueltas y en los Campeonatos del Mundo en carretera:
| Carrera         | 1970 | 1971 | 1972 | 1973 | 1974 | 1975 | 1976 | 1977 | 1978 | 1979 | 1980 | 1981  |
| --------------- | ---- | ---- | ---- | ---- | ---- | ---- | ---- | ---- | ---- | ---- | ---- | ----- |
| Giro de Italia  | -    | -    | -    | -    | -    | -    | -    | -    | -    | -    | -    | -     |
| Tour de Francia | -    | -    | 67.º | Ab.  | -    | -    | -    | -    | -    | -    | -    | 108.º |
| Vuelta a España | -    | -    | -    | -    | -    | -    | -    | -    | -    | -    | -    | -     |
| Mundial en Ruta | -    | -    | -    | -    | -    | -    | -    | -    | -    | -    | -    | -     |

-: No participa

Ab.: Abandono